# Цар-Калоян (Пловдивська область)
Цар-Калоя́н (болг. Цар Калоян) — село в Пловдивській області Болгарії. Входить до складу общини Куклен.

## Населення
За даними перепису населення 2011 року у селі проживали 68 осіб, з них 65 осіб (98,5%) — болгари.
Розподіл населення за віком у 2011 році:
Динаміка населення: